# Brevipalpus floridianus
Brevipalpus floridianus är en spindeldjursart som beskrevs av De Leon 1956. Brevipalpus floridianus ingår i släktet Brevipalpus och familjen Tenuipalpidae. Inga underarter finns listade.